# Palais Bonaparte
Le palais Bonaparte  (en italien, Palazzo Bonaparte, également nommé Aste Rinuccini) est un palais romain situé  piazza Venezia dans le  rione Pigna.
à Rome.

## Histoire
L’édifice est une des réalisations de l'architecte Giovanni Antonio de Rossi, qui y travaille de 1657 à 1677 sur une commande des marquis  Giuseppe et Benedetto d'Aste. En 1699, le palais devient propriété des marquis Rinuccini puis en 1818 de Maria Letizia Ramolino Bonaparte, mère de Napoléon, qui y demeure jusqu'à sa mort advenue  en 1836. Les héritiers Bonaparte, princes de Canino et Musignano, le cèdent en 1905 aux marquis Misciattelli. Depuis 1972, le palais appartient à Assitalia, compagnie du Groupe Generali. Depuis le 9 juillet 2019, après d'importants travaux de rénovation et grâce à un partenariat entre Arthemisia et Generali, le palais est ouvert au public et consacré à des expositions artistiques. 